# Константиновский (Орловская область)
Константи́новский — упразднённый посёлок, существовавший на территории Дмитровского района Орловской области до 1971 года. Входил в состав Малобобровского сельсовета.

## География
Располагался в 14 км к югу от Дмитровска и в 0,5 км к северу от границы с Железногорским районом Курской области.

## История
В 1926 году в посёлке было 6 дворов, проживало 27 человек (13 мужского пола и 14 женского). В то время Константиновский входил в состав Малобобровского сельсовета Круглинской волости Дмитровского уезда. С 1928 года в составе Дмитровского района. В 1937 году в посёлке было 5 дворов. Во время Великой Отечественной войны, с октября 1941 года по август 1943 года, находился в зоне немецко-фашистской оккупации. Упразднён 25 февраля 1971 года.

## Население
| 27 |